# Чемпіонат СРСР з футболу 1969 (клас «А», перша група)
Сезон 1969 року у першій групі класу «А» чемпіонату СРСР з футболу — 31-й в історії турнір у вищому дивізіоні футбольної першості Радянського Союзу. Тривав з 4 квітня по 21 жовтня 1969 року. Участь у змаганні узяли 20 команд, 4 гірших з яких за результатами сезону полишили елітний дивізіон.
Турнір проходив у два етапи — попередній та фінальний.
Переможцем сезону стала команда «Спартак» (Москва), для якої ця перемога у чемпіонаті стала дев'ятою в історії.
| Чемпіон СРСР 1969            |
| ---------------------------- |
| «Спартак» (Москва) 9-й титул |

## Попередній етап
На попередньому етапі команди-учасниці були розбиті на дві підгрупи по 10 команд у кожній. В рамках кожної підгрупи проводився груповий турнір у два кола. Сім найкращих команд кожної підгрупи на фінальному етапі отримували право участі у змаганні за медалі першості, решта команд на наступному етапі розігрували між собою 15-20 місця.

### Підгрупа I

#### Підсумкова таблиця
| М  | Команда                 | І  | В  | Н | П  | М     | О  |
| -- | ----------------------- | -- | -- | - | -- | ----- | -- |
| 1  | «Динамо» (Київ)         | 18 | 10 | 8 | 0  | 25-6  | 28 |
| 2  | ЦСКА (Москва)           | 18 | 9  | 6 | 3  | 18-8  | 24 |
| 3  | «Динамо» (Москва)       | 18 | 7  | 4 | 7  | 17-18 | 18 |
| 4  | СКА (Ростов-на-Дону)    | 18 | 7  | 4 | 7  | 20-24 | 18 |
| 5  | «Зоря» (Ворошиловград)  | 18 | 6  | 5 | 7  | 19-16 | 17 |
| 6  | «Нефтчі» (Баку)         | 18 | 5  | 7 | 6  | 16-18 | 17 |
| 7  | «Чорноморець» (Одеса)   | 18 | 5  | 7 | 6  | 14-17 | 17 |
| 8  | «Арарат» (Єреван)       | 18 | 6  | 5 | 7  | 18-23 | 17 |
| 9  | «Уралмаш» (Свердловськ) | 18 | 4  | 6 | 8  | 9-18  | 14 |
| 10 | «Крила Рад» (Куйбишев)  | 18 | 3  | 4 | 11 | 16-24 | 10 |

### Підгрупа II

#### Підсумкова таблиця
| М  | Команда              | І  | В  | Н | П  | М     | О  |
| -- | -------------------- | -- | -- | - | -- | ----- | -- |
| 1  | «Спартак» (Москва)   | 18 | 14 | 3 | 1  | 29-9  | 31 |
| 2  | «Динамо» (Тбілісі)   | 18 | 8  | 9 | 1  | 22-7  | 25 |
| 3  | «Шахтар» (Донецьк)   | 18 | 5  | 8 | 5  | 20-17 | 18 |
| 4  | «Торпедо» (Москва)   | 18 | 5  | 8 | 5  | 15-14 | 18 |
| 5  | «Динамо» (Мінськ)    | 18 | 5  | 6 | 7  | 16-19 | 16 |
| 6  | «Зеніт» (Ленінград)  | 18 | 5  | 6 | 7  | 14-18 | 16 |
| 7  | «Торпедо» (Кутаїсі)  | 18 | 7  | 2 | 9  | 17-27 | 16 |
| 8  | «Кайрат» (Алма-Ата)  | 18 | 4  | 7 | 7  | 15-18 | 15 |
| 9  | «Пахтакор» (Ташкент) | 18 | 6  | 3 | 9  | 16-23 | 15 |
| 10 | «Локомотив» (Москва) | 18 | 2  | 6 | 10 | 13-25 | 10 |

## Фінальний етап

### За 1-14 місця

#### Підсумкова таблиця
| М  | Команда                | І  | В  | Н  | П  | М     | О  | УЄФА |
| -- | ---------------------- | -- | -- | -- | -- | ----- | -- | ---- |
|    | «Спартак» (Москва)     | 26 | 19 | 5  | 2  | 40-11 | 43 | КЧ   |
|    | «Динамо» (Київ)        | 26 | 16 | 7  | 3  | 37-13 | 39 |      |
|    | «Динамо» (Тбілісі)     | 26 | 12 | 11 | 3  | 34-17 | 35 |      |
| 4  | «Динамо» (Москва)      | 26 | 12 | 7  | 7  | 44-28 | 31 |      |
| 5  | «Торпедо» (Москва)     | 26 | 11 | 9  | 6  | 29-19 | 31 |      |
| 6  | ЦСКА (Москва)          | 26 | 10 | 9  | 7  | 19-14 | 29 |      |
| 7  | «Нефтчі» (Баку)        | 26 | 6  | 11 | 9  | 26-27 | 23 |      |
| 8  | «Чорноморець» (Одеса)  | 26 | 7  | 7  | 12 | 17-26 | 21 |      |
| 9  | «Зеніт» (Ленінград)    | 26 | 6  | 9  | 11 | 21-34 | 21 |      |
| 10 | «Шахтар» (Донецьк)     | 26 | 6  | 8  | 12 | 20-28 | 20 |      |
| 11 | «Зоря» (Ворошиловград) | 26 | 5  | 9  | 12 | 21-30 | 19 |      |
| 12 | СКА (Ростов-на-Дону)   | 26 | 6  | 7  | 13 | 23-37 | 19 |      |
| 13 | «Динамо» (Мінськ)      | 26 | 5  | 9  | 12 | 14-31 | 19 |      |
| 14 | «Торпедо» (Кутаїсі)    | 26 | 4  | 6  | 16 | 20-50 | 14 |      |

Гравці перших трьох команд, які взяли участь щонайменше в половині матчів, отримали медалі чемпіонату.
 «Спартак» (Москва): Анзор Кавазашвілі, Геннадій Логофет, Вадим Іванов, Євген Ловчев, Микола Абрамов, Віктор Папаєв, Микола Кисельов, Василь Калинов, Сергій Рожков, Володимир Янкін, Галімзян Хусаїнов, Микола Осянін, Джемал Сігаладзе, Віктор Євлентьєв.
 «Динамо» (Київ): Євген Рудаков, Василь Турянчик, Вадим Соснихін, Володимир Левченко, Сергій Круликовський, Володимир Мунтян, Федір Медвідь, Йожеф Сабо, Анатолій Боговик, Віталій Хмельницький, Віктор Серебряников, Анатолій Пузач.
 «Динамо» (Тбілісі): Рамаз Урушадзе, Піруз Кантеладзе, Реваз Дзодзуашвілі, Муртаз Хурцилава, Слава Метревелі, Кахі Асатіані, Олексій Іліаді, Гурам Петріашвілі, Георгій Гавашелі, Сергій Кутівадзе, Гіві Нодія, Леван Нодія.

### За 15-20 місця
Турнір за 15-20 місця проходив за груповою схемою у чотири кола, тобто команда грала з кожним із суперників по чотири рази — двічі вдома та двічі на виїзді. Чотири найслабші команди цього турніру полишали вищій дивізіон радянської футбольної першості.

#### Підсумкова таблиця
| М  | Команда                 | І  | В  | Н  | П  | М     | О  |
| -- | ----------------------- | -- | -- | -- | -- | ----- | -- |
| 15 | «Арарат» (Єреван)       | 34 | 13 | 11 | 10 | 48-40 | 37 |
| 16 | «Пахтакор» (Ташкент)    | 34 | 13 | 9  | 12 | 35-37 | 35 |
| 17 | «Кайрат» (Алма-Ата)     | 34 | 12 | 10 | 12 | 29-31 | 34 |
| 18 | «Локомотив» (Москва)    | 34 | 8  | 9  | 17 | 33-47 | 25 |
| 19 | «Крила Рад» (Куйбишев)  | 34 | 8  | 8  | 18 | 34-48 | 24 |
| 20 | «Уралмаш» (Свердловськ) | 34 | 7  | 8  | 19 | 19-39 | 22 |